# 4976 Чукьончол
4976 Чукьончол (4976 Choukyongchol) — астероїд головного поясу, відкритий 9 серпня 1991 року.
Тіссеранів параметр щодо Юпітера — 3,221.